# Kamelot
Kamelot je američki power metal sastav iz Tampe, Florida. Sastav su osnovali Thomas Youngblood i Richard Warner 1991. godine. Norveški pjevač Roy Khan se pridružio za vrijeme albuma Siege Perilous, i sada piše tekstove za pjesme zajedno s Thomasom Youngbloodom.
Do 2010. godine, Kamelot je objavio devet studijskih albuma, tri live albuma, jedan live DVD, sedam glazbenih spotova i ponovno izdavanje Ghost Opera. Njihov zadnji album su izdali u rujnu 2010. godine, pod nazivom Poetry for the Poisoned. 22. travnja 2011. Roy Khan je napustio sastav.

## Članovi
- Roy Khan - vokali
- Thomas Youngblood - gitara, prateći vokali
- Oskar Montelius - gitara
- Sean Tibbetts - bas-gitara
- Casey Grillo - bubnjevi
- Oliver Palotai - klavijature

## Diskografija
Studijski albumi
- Eternity (1995.)
- Dominion (1997.)
- Siége Perilous (1998.)
- The Fourth Legacy (1999.)
- Karma (2001.)
- Epica (2003.)
- The Black Halo (2005.)
- Ghost Opera (2007.)
- Poetry for the Poisoned (2010.)
- Silverthorn (2012.)
- Haven (2015.)
- The Shadow Theory (2018.)

Reizdani albumi
- Ghost Opera - The Second Coming (2008.)

Koncertni albumi
- The Expedition (2000.)
- One Cold Winter's Night (2006.)
- Live from Belgrade (2008.)
- I Am the Empire – Live from the 013 (2020.)

Videografija
- One Cold Winter's Night (2006.)

Spotovi
- "The Haunting" (2005.)
- "March of Mephisto" (2005.)
- "Ghost Opera" (2007.)
- "The Human Stain" (2007)
- "Rule the World" (2008.)
- "Love You to Death" (2009.)
- "The Great Pandemonium" (2010.)

## Vanjske poveznice
- Službena stranica